# Grizzy y los Lemmings
Grizzy y los Lemmings (en francés: Grizzy et les Lemmings, en inglés: Grizzy and the Lemmings) es una serie de animación 3D CGI francesa producida por Studio Hari, con la participación de France Télévisions y Boomerang. Si bien se inspiró en Oggy y las cucarachas (que a su vez se inspiró en Tom y Jerry), fue después de The Owl & Co y The Jungle Bunch. 
El programa trata sobre un oso pardo llamado Grizzy y varios lemmings. No existen diálogos en la serie, los personajes no hablan o usan vocalizaciones ininteligibles, utilizan acciones como caminar, pelear, trepar, etc. para comunicarse; pero en la versión india, las voces de Grizzy y los Lemmings están dobladas al hindi. Bertrand Gatignol es el autor del diseño de los personajes, y Édouard Cellura se encarga de los decorados.
La serie anunció el inicio de su producción el 22 de junio de 2015. Se estrenó en los canales internacionales de Boomerang en el otoño de 2016, 10 de octubre en Francia y 7 de noviembre en el resto. En los Estados Unidos se estrenó en Boomerang el 3 de abril de 2017. En España se estrenó en Boing el 26 de junio de 2017. 
El episodio piloto del programa debutó en la aplicación oficial y en línea el 16 de diciembre de 2013.

## Personajes

### Principales
- Grizzy: Es un oso pardo que al principio era un oso común, pero luego se mudó a la casa del guardabosques.
- Lemmings: Son un montón de pequeños lemmings celestes que siempre molestan y fastidian a Grizzy.

### Secundarios
- Osa: Es una osa que es la supuesta novia de Grizzy. Aunque esta no parezca estar enamorada de él.
- Osezno: Es el bebé de la osa.
- Oso polar: Aparece en el episodio 81.
- Alces: Son alces que viven algo lejos de la casa de Grizzy, y varias veces los Lemmings los utilizan para empujar o tirar de cosas pesadas. Y también mugen como una vaca
- Perdices: Son aves voladoras. Y suenan como una gallina
- Ranas: Son ranas que viven en el bosque.
- Mapaches: Son mapaches que viven en el bosque.
- Murciélagos: Aparece en el episodio 103.
- Ranger Lemming: Aparece en el episodio 72.

## Reparto
| Personaje | Actor de voz              |
| --------- | ------------------------- |
| Grizzy    | Pierre-Alain de Garrigues |
| Lemmings  | Josselin Charier          |

## Episodios

### Temporada 1 (2016-2017)
| N.º | Título en español                                                           | Título en inglés              | Título en francés         | Resumen | Emisión en Francia       | Emisión en Latinoamérica | Emisión en España             |
| --- | --------------------------------------------------------------------------- | ----------------------------- | ------------------------- | --- | ------------------------ | ------------------------ | ----------------------------- |
| 1   | Oso polar                                                                   | Polar Bear                    | Ours polaire              | Nutty Hill está sufriendo un calor terrible, para refrescarse Grizzy necesita ir al refrigerador pero hay un problema: el refrigerador está lleno de lemmings. | 10 de octubre de 2016    | 7 de noviembre de 2016   | 26 de junio de 2017 (Boing)   |
| 2   | El oso y la crema                                                           | Bear Spread                   | Ours à tartiner           | Grizzy está furioso. Cuando estaba a punto de comer un gran salmón con chocolate. Se da cuenta de que el último envase lo tienen los lemmings. | 10 de octubre de 2016    | 7 de noviembre de 2016   | 26 de junio de 2017 (Boing)   |
| 3   | El oso y el móvil                                                           | Cellular Bear                 | Ours cellulaire           | Grizzy encuentra el móvil del guardabosques y un juego en el que tienes que destruir ardillas. Los lemmings también quieren el móvil para buscar la app de música y convertir el garaje en una disco. | 11 de octubre de 2016    | 7 de noviembre de 2016   | 26 de junio de 2017 (Boing)   |
| 4   | Oso jurásico                                                                | Jurassic Bear                 | Jurassique ours           | El calor ha desbloqueado un huevo. Los lemmings alucinan pepinillos cuando sale el dinosaurio del huevo. Cuando le dan de comer, Grizzy se entera de que hay un dinosaurio. El no quiere el nuevo intruso. Grizzy tendrá que deshacerse del dinosaurio para poder entrar en la casa del guardabosques. | 11 de octubre de 2016    | 8 de noviembre de 2016   | 27 de junio de 2017 (Boing)   |
| 5   | Entrenamiento Extremo                                                       | Extreme Fitness               | Extrême fitness           | Grizzy se enamora de una osa. Como la osa está viendo el cartel de un forzudo, decide ponerse forzudo para que la osa se enamore de él. Pero cuando saca el material de fitness, los lemmings creen que es un parque de atracciones. | 12 de octubre de 2016    | 8 de noviembre de 2016   | 27 de junio de 2017 (Boing)   |
| 6   | Robots domésticos                                                           | Domestic Robots               | Robots domestiques        | Grizzy se da cuenta de que el limpiador automático hace unos masajes increíbles. Pero los lemmings también quieren el limpiador como coche teledirigido. | 12 de octubre de 2016    | 8 de noviembre de 2016   | 27 de junio de 2017 (Boing)   |
| 7   | Control de masas (Hisp.) El control de masas (Esp.)                         | Mass Control                  | Contrôle des masses       | Grizzy descubre un control de masas que tiene muchos botones. !Clic! Un botón para el aire acondicionado. No solo Grizzy estará en el paraíso, sino que por fin se deshará de los lemmings. | 13 de octubre de 2016    | 9 de noviembre de 2016   | 28 de junio de 2017 (Boing)   |
| 8   | Oso bajo control                                                            | Bear Under Control            | Ours sous contrôle        | Para asegurarse de que no le roben su pote de crema de chocolate, Grizzy convierte la nevera en una caja fuerte. Pero los lemmings quieren dormirlo para que Grizzy este sonámbulo y les den el pote de crema de chocolate. | 14 de octubre de 2016    | 9 de noviembre de 2016   | 28 de junio de 2017 (Boing)   |
| 9   | Fiesta de palomitas (Hisp.) La fiesta de las palomitas (Esp.)               | Popcorn Party                 |                           | Grizzy rastrea un olor muy bueno que viene de la cocina. Rápidamente se da cuenta de que son los lemmings que han inventado un nuevo juego que consiste en lanzar las palomitas y cojerlas con la boca. También se da cuenta de que a su osa le gustan las palomitas. Por lo que decide hacer una cena romántica con palomitas para su osa. | 15 de octubre de 2016    | 9 de noviembre de 2016   | 28 de junio de 2017 (Boing)   |
| 10  | Bailando con los osos                                                       | Dancing with the Bears        | Danse avec les ours       | Grizzy quiere aprender el baile de mambo por que le gusta a su osa. En la cabaña encuentra un juego de baile que incluye una sabana con luces que se encienden al ritmo de la música. Pero los lemmings quieren continuar la fiesta con un ritmo muy diferente. | 16 de octubre de 2016    | 10 de noviembre de 2016  | 29 de junio de 2017 (Boing)   |
| 11  | Cambio de roles (Hisp.) Cambio de rol (Esp.)                                | Role Change                   | Échange standard          | Grizzy se da un golpe y piensa que es un lemming. Los lemmings al principio les gusta y lo aceptan como miembro del equipo pero después lo encuentran muy pesado. | 17 de octubre de 2016    | 10 de noviembre de 2016  | 29 de junio de 2017 (Boing)   |
| 12  | Lemming tónico (Hisp.) Tónico lemming (Esp.)                                | Lemming Tonic                 |                           | Un lemming a aterrizado en una fábrica de pimientos poderosos. Grizzy descubre al lemming poderoso, por lo que decide buscar esa fábrica y volverse poderoso como el lemming. | 14 de abril de 2017      | 10 de noviembre de 2016  | 29 de junio de 2017 (Boing)   |
| 13  | Sarnoso (Hisp.) El oso y los picores (Esp.)                                 | Bear Itch                     | Ours à gratter            | Grizzy descubre que los bailes frenéticos de break dance de los lemmings no son debidos a las ganas de bailar sino a las pulgas que se han infestado dentro de los lemmings. Cuando le pican, Grizzy descubre un motivo de como eliminar las pulgas con el espray antipulgas. | 17 de abril de 2017      | 22 de abril de 2017      | 30 de junio de 2017 (Boing)   |
| 14  | Bebida refrescante (Hisp.) Saciar la sed (Esp.)                             | Thirst Quencher               | Ours à sec                | Nutty Hill sufre otra ola de calor. Incluso se ha secado el río. Grizzy descubre que los lemmings han estado utilizando las últimas botellas de agua para llenar la piscina. Grizzy nescesita el agua por lo que quiere beberse toda el agua de la piscina, pero los lemmings no le pondrán muy fácil. | 18 de abril de 2017      | 22 de abril de 2017      | 30 de junio de 2017 (Boing)   |
| 15  | Lemmings arácnidos (Hisp.) Spider-lemmings (Esp.)                           | Spider Lemmings               |                           | Los lemmings juegan con una pequeña arañita que cuando la estrujan sale una telaraña, Grizzy si quiere ver la TV tranquilo tendrá que deshacerse de la araña. | 19 de abril de 2017      | 22 de abril de 2017      | 30 de junio de 2017 (Boing)   |
| 16  | Oso al azar (Hisp.) El oso y el azar (Esp.)                                 | Random Bear                   | Ours aléatoire            | Grizzy y los lemmings se pelean por los potes de crema de chocolate que participan en un sorteo de premios. El premio es un pote gigante de crema de chocolate pero para ganar el premio se necesita la llave dorada que está en los dos jackpots. ¿Quién conseguirá el premio, Grizzy o los lemmings? | 20 de abril de 2017      | 30 de abril de 2017      | 3 de julio de 2017 (Boing)    |
| 17  | Interferencia lemming                                                       | Lemming Interference          | Ours à l'antenne          | Grizzy no puede ver la televisión porque no funciona la señal, rápidamente se da cuenta de que son los lemmings que están utilizando la antena de televisión como trampolín. Grizzy tendrá que planear si quiere ver la TV tranquilo. | 21 de abril de 2017      | 30 de abril de 2017      | 3 de julio de 2017 (Boing)    |
| 18  | Ataque de alta tensión (Hisp.) El ataque de los osos de alto voltaje (Esp.) | High Voltage Bear Attack      | Ours à haute tension      | Los lemmings están dando una fiesta en el garaje y no dejan a Grizzy ver su progama favorito en la TV. Cuando Grizzy se lleva el tocadiscos y lo lanza al agua causa una apagada general y se va la luz. Grizzy tendrá que pensar un plan si quiere ver su progama favorito en la TV. | 24 de abril de 2017      | 30 de abril de 2017      | 3 de julio de 2017 (Boing)    |
| 19  | Esencia de oso (Hisp.) Aromas de oso (Esp.)                                 | Bear Scents                   | Ours au parfum            | A la osa de Grizzy le gusta el olor de las flores por lo que decide regalarle unas flores tan bonitas que así se enamoraran, pero no puede dárselas si los lemmings están deslizándose con cosas que tienen ruedas, así que Grizzy tendrá que deshacerse de todas las cosas con ruedas para darles las flores a su osa. | 25 de abril de 2017      | 1 de mayo de 2017        | 4 de julio de 2017 (Boing)    |
| 20  | Oso suertudo (Hisp.) Suerte de oso (Esp.)                                   | Bear Luck                     | Coup de pot d'ours        | Este no es el mejor día de Grizzy: Se hace el ridículo delante de su osa. Luego, Grizzy encuentra una flor verde de 4 hojas. Esa flor dicen que es de la buena suerte. Sin lugar a dudas, los lemmings también quieren tener buena suerte como Grizzy pero la flor también da mala suerte al otro adversario. | 26 de abril de 2017      | 1 de mayo de 2017        | 4 de julio de 2017 (Boing)    |
| 21  | Oso magnético                                                               | Magnetic Bear                 | Ours magnétique           | Grizzy no cree lo que ven sus ojos, cosas de la cabaña se mueven solas. Rápidamente se da cuenta de que son los lemmings que juegan con un imán muy potente. Grizzy decide hacerle un truco de magia a su osa con ese imán. | 27 de abril de 2017      | 1 de mayo de 2017        | 4 de julio de 2017 (Boing)    |
| 22  | El hechizo de oso (Hisp.) El oso encantado (Esp.)                           | Bear Charm                    | Ours charmant             | A causa de un malentendido, Grizzy cree que su osa se ha convertido en una rana como en los cuentos de hadas. Entonces hace como el cuento de la princesa rana para copiar lo mismo lo que pasa en la historia, mientras los lemmings intentaran recuperar la rana con la que estaban jugando. | 28 de abril de 2017      | 2 de mayo de 2017        | 5 de julio de 2017 (Boing)    |
| 23  | El mejor amigo del oso                                                      | Bear's Best Friend            | Le meilleur ami de l'ours | Grizzy encuentra un mapache de la basura y lo adopta, pero los lemmings quieren el mapache para sus juegos peligrosos. Grizzy tendrá que proteger el mapache de los juegos peligrosos de los lemmings. | 1 de mayo de 2017        | 2 de mayo de 2017        | 5 de julio de 2017 (Boing)    |
| 24  | Super Oso Bros (Hisp.) Super Grizzy Bros (Esp.)                             | Super Grizzy Bros             | Super Grizzy Bros         | Grizzy descubre el placer de jugar con la consola de videojuegos del guardabosques. Pero los lemmings también quieren la consola de videojuegos, intentan quitárselo el mando a Grizzy pero el no quiere dejar el juego. Los lemmings prueban de todo para quitarle el mando a Grizzy: Darle un poco de chocolate, hacer un pez con chocolate, hasta incluso han probado con su osa, pero no funciona: Grizzy se ha vuelto adicto al juego.                                      | 2 de mayo de 2017        | 2 de mayo de 2017        | 5 de julio de 2017 (Boing)    |
| 25  | Hermanastro (Hisp.) Hermano de pega (Esp.)                                  | Fake Brother                  | Faux frère                | Grizzy encuentra un robot muy parecido a él para deshacerse de los lemmings, mientras le prepara palomitas para su osa. Pero accidentalmente se electrocutan con un poste eléctrico y el robot ahora es igual que Grizzy. Pero cuando el robot miraba la osa de Grizzy se han peleado y el robot lo echa afuera. Grizzy tendrá que planear si quiere volver a la cabaña. | 3 de mayo de 2017        |                          | 6 de julio de 2017 (Boing)    |
| 26  | Amnesia (Hisp.) Cabeza patas arriba (Esp.)                                  | Mind in a Whirl               | Tête à l'envers           | La osa de Grizzy se da un golpe muy fuerte en la cabeza y piensa que es un lemming. Los lemmings la aceptan en su grupo pero a Grizzy no le hace ninguna gracia, el piensa que un golpecito le recuperara la memoria, pero los lemmings no quieren que Grizzy cambie a su nueva miembra. | 4 de mayo de 2017        |                          | 6 de julio de 2017 (Boing)    |
| 27  | Minis y megas (Hisp.) Un problema de grandes dimensiones (Esp.)             | A Sizeable Problem            | Problème de taille        | Después de que un meteorito alienígena aterrizara en la cabaña, crecen unas bayas que cualquier animal que las pruebe cambie de tamaño; los rojos son los pequeños, y los azules los grandes. Los lemmings quieren cabalgar con un pollo gigante pero Grizzy no quiere un pollo gigante en la cabaña por lo que tendrá que planear sino quiere el nuevo intruso. | 5 de mayo de 2017        |                          | 6 de julio de 2017 (Boing)    |
| 28  | El oso y el tesoro                                                          | Treasure Bear                 | Ours au trésor            | Grizzy y los lemmings han encontrado un pasadizo secreto debajo de la cabaña, y encuentran un mapa que sigue el camino de un tesoro que es una extraña corona de los deseos. Cuando corren para el tesoro se dan cuenta de que hay muchas trampas. Quién tendrá el tesoro. ¿Grizzy o los lemmings? | 8 de mayo de 2017        |                          | 7 de julio de 2017 (Boing)    |
| 29  | Al servicio de su majestad                                                  | In the Service of His Majesty |                           | Después de que Grizzy levante una varita convierte a todos los lemmings en sus esclavos excepto a uno que es el líder, el piensa que si rompe la varita, los lemmings volveran a la normalidad. Pero los lemmings están con Grizzy y no pondran fácil al líder. | 9 de mayo de 2017        |                          | 7 de julio de 2017 (Boing)    |
| 30  | Arte osuno                                                                  | Bear Art                      |                           | Grizzy encuentra a su osa mirando una obra de arte. El aprovecha para mentir diciendo que son obras suyas pero la obra se cae y decide hacer una estatua igual que ella. Pero los lemmings arruinan la obra que hace Grizzy y la convierten en un tobogán. Grizzy hará todo lo posible para poder conquistar a su osa. | 10 de mayo de 2017       |                          | 7 de julio de 2017 (Boing)    |
| 31  | Happy birthday, lemming! (Hisp.) Feliz cumpleaños lemming (Esp.)            | Happy Birthday, Lemmings!     |                           | Los lemmings están dando una fiesta para celebrar el cumpleaños (cumple) de un miembro del grupo que cumple 2 años. Le ponen zanahorias a Grizzy para que no escuche pero cuando cantan el Cumpleaños Feliz (Happy birthday to you) se despierta y descubre la fiesta. Grizzy hará todo lo posible para eliminar la fiesta. | 11 de mayo de 2017       |                          | 10 de julio de 2017 (Boing)   |
| 32  | El poder de las flores (Hisp.) Flower power (Esp.)                          | Flower Power                  | Flower Power              | Grizzy mira que una ráfaga de viento se lleva la flor que llevaba la osa en su cabello. Grizzy ve que tiene una oportunidad de conquistar su corazón. Pero los lemmings, que están arriba de un alce, se dan cuenta de que la flor hace estornudar al alce y volar muy arriba. Eso hace que el juego sea 10 veces más divertido. Pero Grizzy se da cuenta de eso e intenta coger la flor. Pero la flor se arruina, Grizzy y los lemmings tendrán que encontrar otra flor.        | 12 de mayo de 2017       |                          | 10 de julio de 2017 (Boing)   |
| 33  | Telepuertos (Hisp.) Hora de teletransportarse (Esp.)                        | Teleportation's the Way to Go | Téléportez, c'est gagné   | Grizzy encuentra dos jarrones en que se da cuenta de que son de teletransportación. Así puede hacer las cosas en distancia y no mover ni un dedo pero los lemmings descubren eso y le quitan los jarrones. Para cuando los lemmings salten por un séptimo piso salgan por el otro que lo han puesto para la cola pero Grizzy les quita un jarrón e intentará aplastar a los lemmings.                                                                                            | 15 de mayo de 2017       |                          | 10 de julio de 2017 (Boing)   |
| 34  | Cuenta regresiva (Hisp.) Cuenta atrás osuna (Esp.)                          | Bear Countdown                | Ours à rebours            | Grizzy encuentra un reloj que al principio pensaba que era muy normal/corriente pero justamente se da cuenta de que este reloj retrocede el tiempo y así Grizzy podrá retroceder la parte en la que el pote de crema de chocolate se aplasta y salvarlo pero pierde el reloj y los lemmings lo encuentran. Entonces podrán hacer lo mismo que quiere Grizzy. | 16 de mayo de 2017       |                          | 11 de julio de 2017 (Boing)   |
| 35  | Aerolíneas Lemming                                                          | Lemming Airlines              |                           | Una serie de objetos flotantes flotan por toda la cabaña y no dejan ver a Grizzy la TV. Se trata de los lemmings. Grizzy hará todo lo posible para poder la tele tranquilo. | 17 de mayo de 2017       |                          | 11 de julio de 2017 (Boing)   |
| 36  | Oso en relax (Hisp.) Oso relajado (Esp.)                                    | Relax Bear                    | Ours relax                | Grizzy descubre que no esta el sofá de siempre sino que hay uno nuevo que tiene botones desde arriba y abajo. Pero cuando Grizzy va a incar el diente los lemmings van al sofá para saltar en el como si fuera un trampolín. Grizzy hará todo lo posible para seguir cómodo. | 18 de mayo de 2017       |                          | 11 de julio de 2017 (Boing)   |
| 37  | El oso y la cometa (Hisp.) Un oso y una cometa (Esp.)                       | Bear Gliding                  | Ça plane pour l'ours      | Grizzy mira a su osa estimada que esta viendo una cometa sofisticada. Grizzy rápidamente se da cuenta de que esa cometa es de los lemmings que están jugando con esa cometa para volar. Grizzy decide hacer un cometa más sofisticada que la de los lemmings para que su osa se enamore. | 19 de mayo de 2017       |                          | 12 de julio de 2017 (Boing)   |
| 38  | El sonido de un lemming                                                     | The Sound of a Lemming        |                           | Grizzy quita de las manos a los lemmings el último pote de crema de chocolate y además lanza una flauta de regalo que estaba incluida. Pero cuando un lemming toca la flauta los otros lemmings descubren que esos chirridos palarizan durante 5 segundos a Grizzy. Entonces deciden palarizar a Grizzy para recuerar el pote de crema de chcolate. | 22 de mayo de 2017       |                          | 12 de julio de 2017 (Boing)   |
| 39  | Oso al viento                                                               | Bear in the Wind              |                           | Grizzy no puede ver la tele tranquilo porque hay mucho aire. Rápidamente se da cuenta de que es el ventilador que están utilizando los lemmings para poder flotar. Grizzy ara todo lo posible para ver la tele tranquilo. | 23 de mayo de 2017       |                          | 12 de julio de 2017 (Boing)   |
| 40  | Oso constructor                                                             | Construction Bear             |                           | Grizzy mira a su osa estimada viendo una torre de kapla hecha por los lemmings para jugar a voy a romperlo. Cuando Grizzy aprovecha para mentir diciendo que son obras suyas la torre le cae por que un lemming que la ha empujado en la espalda. Grizzy intentará hacer la torre de nuevo pero va a ser más difícil si los lemmigs siguen jugando a «voy a romperlo». | 24 de mayo de 2017       |                          | 13 de julio de 2017 (Boing)   |
| 41  | Kung-fu lemmings                                                            | Kung Fu Lemmings              |                           | Los lemmings encuentran un libro de artes marciales que proviene de China. Grizzy esta fuera de la cabaña porque los lemmings lo echan fuera. Grizzy tendrá que practicar kung fu para derrotar a los lemmings. | 25 de mayo de 2017       |                          | 13 de julio de 2017 (Boing)   |
| 42  | El sueño del oso (Hisp.) Sueño de una osa de verano (Esp.)                  | A Midsummer Bear's Dream      |                           | Grizzy sueña en que tiene que rescatar a su osa como pasa en la historia de Rapunzel pero cuando esta en la parte de en que se besan la música de los lemmings lo despierta. Después de eso Grizzy no puede dormir a gusto. Usa un cazasueños y se mete dentro del sueño. Grizzy tedra que rescatar a su osa y desear lo que quiere. | 26 de mayo de 2017       |                          | 13 de julio de 2017 (Boing)   |
| 43  | Secreto de manufactura (Hisp.) Secreto elaborado (Esp.)                     | Manufacturing Secret          |                           | Grizzy se da cuenta de que no queda chocolate. Rápidamente se da cuenta de que los lemmings están haciendo la receta del chcolate para hacer más pero Grizzy se lo acaba todo y sigue teniendo hambre. Se da cuenta de que con ese libro puede hacer más chocolate. | 29 de mayo de 2017       |                          | 14 de julio de 2017 (Boing)   |
| 44  | Oso bling bling (Hisp.) El brillo hermoso (Esp.)                            | Bling Bling Bear              |                           | Grizzy mira el anuncio de un señor regalando un diamante a su estimada. Grizzy se imagina haciendo lo mismo que ese señor regalando el diamante a su estimada y casándose. Grizzy encuentra la caja del diamante y ve que el diamante no esta y se da cuenta de que lo tienen los lemmings para hacer una competición de spinner. | 30 de mayo de 2017       |                          | 14 de julio de 2017 (Boing)   |
| 45  | Oso intelectual                                                             | Intellectual Bear             |                           | Por accidente Grizzy se engancha un chip en el cerebro y se vuelve inteligente. Será fácil deshacerse de los lemmings pero los lemmings también quieren ser inteligentes y van a la tienda de chips y se vuelven inteligentes. | 31 de mayo de 2017       |                          | 14 de julio de 2017 (Boing)   |
| 46  | Oso vudú (Hisp.) Mantita vudú (Esp.)                                        | Voodoo Blanket                |                           | Los lemmings preparan una cena perfecta con el último bote de crema de chocolate pero mala suerte, llega Grizzy y rápidamente esconde el bote de crema de chcolate en un oso de peluche. Grizzy llega, encuentra al oso de peluche y lo hace su mejor amigo. | 1 de junio de 2017       |                          | 17 de julio de 2017 (Boing)   |
| 47  | Fotoimprenta (Hisp.) Impresiones de oso (Esp.)                              | Bear Prints                   |                           | Grizzy descubre que con la cámara de fotos del guardabosque se puede hacer fotos así mismo entonces decide hacerse una foto así mismo viendo lo guapo que es Grizzy pero los lemmings están utilizando los papeles para hacer un avión de papel y volar. | 2 de junio de 2017       |                          | 17 de julio de 2017 (Boing)   |
| 48  | Inspector Grizzy                                                            | Inspector Grizzy              |                           | Una camioneta de repartimiento se para en la cabaña para entregar unos potes de crema de chocolate. Grizzy y los lemmings como quieren esos potes de crema de chocolate. Pero desparecen y Grizzy y los lemmings harán todo lo posible para recuperar su tesoro. | 5 de junio de 2017       |                          | 17 de julio de 2017 (Boing)   |
| 49  | Seguridad antilemmings (Hisp.) Prohibido el paso (Esp.)                     | No Entrance!                  |                           | Grizzy por accidente activa la cámara de vigilancia y hace fuera a Grizzy y los lemmings. Entonces Grizzy y los lemmings tienen un plan que puede ser victorioso. Grizzy se disfraza del guardabosques mientras la cámara está distraída un lemming le corta los cables y se apaga. ¿El plan de Grizzy y los lemmings será victorioso, o no? | 6 de junio de 2017       |                          | 18 de julio de 2017 (Boing)   |
| 50  | Indigestión lemming                                                         | Lemmings Indigestion          |                           | Los lemmings han encontrado un paquete de judías que se dan cuenta de que cuando las tomas y las mezclas con soda todos quien haga esto se transforman en una pelota y rebotan por todos lados. | 7 de junio de 2017       |                          | 18 de julio de 2017 (Boing)   |
| 51  | Sonata del oso en mayor (Hisp.) Sonata en oso mayor (Esp.)                  | Sonata in Bear Major          |                           | Grizzy no puede dormir por el ruido que están haciendo los lemmings con el piano del garage cuando lo tira vuelve y se da cuenta de que a su osa estimada le gusta la música marisela a marco entonces Grizzy decide aprender esa música con el piano para que se enamore su osa estimada de él pero los lemmings se lo han llevado para hacer más ruido. | 8 de junio de 2017       |                          | 18 de julio de 2017 (Boing)   |
| 52  | Fraccionado (Hisp.) Pequeñosos (Esp.)                                       | Bear Fractions                |                           | Los lemmings descubren una máquina que funciona así pulsa el boton rojo sale un rayo y la cosa donde vaya a parar el rayo lo multiplica en varias versiones pequeñas los lemmings han hecho eso con Grizzy y cierran la puerta de la cabaña para que no entren los Grizzys los Grizzys harán todo lo posible para volver a dentro poner la máquina a fusión y que los Grizzys vuelvan a ser Grizzy pero no será tan fácil                                                        | 9 de junio de 2017       |                          | 19 de julio de 2017 (Boing)   |
| 53  | Los huevos dorados                                                          | The Bear That Golden Eggs     |                           | Grizzy mira a los lemmings yendo a un jackpot que así funciona 1 metes una moneda 2 le das a la palanca y 3 el objeto que te salga te lo dará dentro de un huevo Grizzy necesita el collar de flores que esta a dentro del jackpot para su osa estimada y que se enamore de él pero los lemmings no le pondran tan fácil. | 4 de septiembre de 2017  |                          | 15 de julio de 2019 (Netflix) |
| 54  | El entrenador                                                               | Gett of My Trainers!          |                           | Grizzy mira a los lemmings que han inventado un juego nueva rebotar y saltar con los nuevos zapatos saltarines del guardabosques Grizzy les quita los zapatos saltarines para enseñar unos trucos con ellos a su osa estimada y que se enamore de él y les da sus sandalias peo los lemmings no les gustan están sandalias porque no rebotan ni saltan eso hace que el juego sea 10 veces más abburido en cambio de las otras que hacen que el juego sea 10 veces más divertido. | 4 de septiembre de 2017  |                          | 15 de julio de 2019 (Netflix) |
| 55  | Hasta donde el oso puede recordar                                           | As Far as Bear Can Remember   |                           | Mientras Grizzy y los lemmings se peleaban encuentran un cofre y recuerdan momentos de su infancia cuando se conocieron cuando descubrieron por primera vez la cabaña del guardabosques y de allí sal el cofre que estaba lleno de chocolate quando descubrieron por primera vez el chocolate. | 4 de septiembre de 2017  |                          | 15 de julio de 2019 (Netflix) |
| 56  | Lemmings químicos                                                           | Chemical Lemmings             |                           | Como se puede ver un documental de peces si los lemmings no paran de hacer experimentos cientifcos quitarles su laboratorio? cuidado con los efectos secundarios que son: rebotar como una pelota volar como en gravedad 0 o tener brazos largos como un gorila. | 5 de septiembre de 2017  |                          | 15 de julio de 2019 (Netflix) |
| 57  | Control remoto                                                              | Remote Control                |                           | A Grizzy le han quitado el mando de la televisión y no puede ver el documental de peces el ladrón es que roba cosas electrónicas y ponerlas en su nido Grizzy hará todo lo posible para recuperar el mando a distancia y ver el documental de peces. | 5 de septiembre de 2017  |                          | 15 de julio de 2019 (Netflix) |
| 58  | El oso y la Mariposa                                                        | The Bear and the Butterfly    |                           | Grizzy esta decidió regararle una mariposa a su osa estimada para que se enamore de él de una vez por todas pero los lemmings utilizan un perfume para echarselo que venga una mariposa la coja un lemming y volar podrá Grizzy conquistar a su osa estimada o los lemmings seguirán atrayendo mariposas para arruinar el plan de Grizzy? descubrelo en este capítulo hoy puede pasar de todo.                                                                                   | 6 de septiembre de 2017  |                          | 15 de julio de 2019 (Netflix) |
| 59  | Curso de entrenamiento intensivo                                            | Crash Training Course         |                           | Grizzy quiere agradar a su osa estimada pero todo lo que hace no puede conseguirlo entonces cuando entra a la cabaña se encuentra un dispositivo de pasatiempos como por ejemplo: papiroflexia, artes marciales conducir coches hacer la cena,pintar y bailar superguay A Grizzy piensa que con esto podrá por fin conquistar su corazón después de 46 episodios intentando conquistar su corazón pero los lemmings quieren esto para volar en helicóptero.                      | 6 de septiembre de 2017  |                          | 15 de julio de 2019 (Netflix) |
| 60  | El oso niñero                                                               | Babbysitting                  |                           | Grizzy es el encargado de cuidar a su hijo antes de que vuelva su osa estimada no tiene dubta que Grizzy lo hará genial pero los lemmings están haciendo un concurso de eructos y quieren darle mucha soda al bebe de Grizzy para provocarle el gran eructo pero Grizzy siempre esta vigilando a su hijo y no permitira que su hijo este con los lemmings. | 7 de septiembre de 2017  |                          | 15 de julio de 2019 (Netflix) |
| 61  | Oso bloqueado                                                               | Bear under Lock and Key       |                           | Grizzy recibe una caja fuerte para guardar tus cosas incluye llave para abrir la caja fuerte si quieres la cosa que as guardado dentro Grizzy a guardadp 3 scrunchs y 3 potes de crema de chcolate para comerlos después pero los lemmings tienen hambre e intentan abrir la caja fuerte pero es imposible los lemmings prueban de todo y no funciona solo se puede con la llave que la tiene Grizzy y nunca la podrán coger.                                                    | 7 de septiembre de 2017  |                          | 15 de julio de 2019 (Netflix) |
| 62  | Lemmings de nieve                                                           | Snow Lemmings                 |                           | Grizzy ve un anuncio de helados y decide tomar uno pero los lemmings se adelantan para construir un parque de atracciones con toboganes de fresa bolas de vainilla y muñecos de chocolate pero Grizzy no permitirá que su helado esté a tierra. | 8 de septiembre de 2017  |                          | 15 de julio de 2019 (Netflix) |
| 63  | Blues lemming                                                               | Lemming Blues                 |                           | Grizzy mira un espectáculo de magia y decide desaparecer a los lemmings para siempre pero en realidad lo que ha pasado ha sido que la caja donde ha metido Grizzy los lemmings se ha ido a un camión hasta el desierto. | 8 de septiembre de 2017  |                          | 15 de julio de 2019 (Netflix) |
| 64  | Oso aumentado                                                               | Augmented Bear                |                           | Los lemmings han descubierto un juego de realidad virtual en la tablet del guardabosques pero Grizzy les quita la tablet y se vuelve adicto al nivel de capturar peces. | 29 de septiembre de 2017 |                          | 15 de julio de 2019 (Netflix) |
| 65  | Lemmings bajo Presión                                                       | Lemmings under Pressure       |                           | Grizzy está frustrado: en la nevera del guardabosques hay un pescado congelado y decide secarlo con el ventilador pero los lemmings se han adelantado para el tobogán que han hecho en el trastero con tubos. | 29 de septiembre de 2017 |                          | 15 de julio de 2019 (Netflix) |
| 66  | Lemmings espaciales                                                         | Lemmings in Space             |                           | Los lemmings están jugando con fuegos artificiales que han encontrado en el desván pero Grizzy le dan miedo los fuegos artificiales y los tira como una liebre y por accidente se irán al espacio a los lemmings le gustan el espacio pero a grizzy no. Mucho menos hará todo lo posible para volver a la tierra pero los lemmings no piensan volver ni locos. | 6 de octubre de 2017     |                          | 15 de julio de 2019 (Netflix) |
| 67  | Mapachillón                                                                 | Sniffer Raccoon               |                           | Grizzy está enfadado porque los lemmings le vuelven a robar el chocolate y entrena a un mapache para encontrar a los lemmings y cuando acaban el entrenamiento los lemmings se dan cuenta y se tendrán que esconder bien si no quieren que su banquete sea arruinado. | 6 de octubre de 2017     |                          | 15 de julio de 2019 (Netflix) |
| 68  | Transformación                                                              | Transformatical Bear          |                           | Grizzy se va al sofá del guardabosques porque tiene un dolor de espalda tremendo y decide hacerlo por partes diversas y quitarles el coche teledirigido de los lemmings para utilizarlo como mayordomo. | 13 de octubre de 2017    |                          | 15 de julio de 2019 (Netflix) |
| 69  | Oso agitado                                                                 | Shaken-Up Bear                |                           | Grizzy cuando duerme su barriga crea briviaciones movedizas pero cuando cambia la posición ya no se mueve ósea los lemmings esteran buscando cosas que se agiten. | 13 de octubre de 2017    |                          | 15 de julio de 2019 (Netflix) |
| 70  | La piñata                                                                   | Piñata Party                  |                           | Grizzy se encuentra un paquete que incluye una carta con canción incluida y una piñata y tiendas que golpeará con los ojos cerrados y saldrán cuches pero a los lemmings les recuerda a un caballo de los de los cuentos de princesas y hadas y no permitirán que grizzy rompe la piñata. | 20 de octubre de 2017    |                          | 15 de julio de 2019 (Netflix) |
| 71  | El juego del oso                                                            | Bear Game                     |                           | Grizzy los lemmings se pelean por el chocolate y queda atrapado en Un juego pero ese juego es el yumangi y tendrán que jugar para recuperar el chocolate, ¡Que comience el juego! | 20 de octubre de 2017    |                          | 15 de julio de 2019 (Netflix) |
| 72  | Guardabosques lemming                                                       | Ranger Lemming                |                           | Grizzy no está cómodo porque hay algo en el sofá es un muñeco parecido a un lemming pero los lemmings por accidente se creen que eso es un lemming súper fuerte y grizzy podrá despistar a los lemmings para que se conviertan en sus esclavos y engañarles. | 27 de octubre de 2017    |                          | 15 de julio de 2019 (Netflix) |
| 73  | Oso de Halloween                                                            | Halloween Bear                |                           | Grizzy se sorprende al ver la decoración de la cabaña y los lemmings saltan con Malvavisco a grizzy quiere deshacerse de los Malvaviscos pero por accidente se traga uno y descubrirá que le gustan. | 27 de octubre de 2017    |                          | 15 de julio de 2019 (Netflix) |
| 74  | Oso limpiador                                                               | Clean Bear                    |                           | Grizzy decide hacerle un regalo a su Osa estimada y encuentra un anillo pero tiene que limpiarlo porque se lo ha encontrando en la basura y decide lavarlo con el jabón que están jugando los lemmings. | 3 de noviembre de 2017   |                          | 15 de julio de 2019 (Netflix) |
| 75  | Los espíritus                                                               | Wandering Spirits             |                           | Grizzy se encuentra una figura en la cabaña y por accidente se encuentra en el cuerpo de un alce y decide activar el proceso inverso pero los lemmings también quieren la figura porque quieren tener el cuerpo de un pájaro para volar y tener alas. | 3 de noviembre de 2017   |                          | 15 de julio de 2019 (Netflix) |
| 76  | Mírate al espejo                                                            | Mirror, Mirror on the Wall    |                           | Grizzy se encuentra un espejo en el lago y en vez de mirar la persona que está reflejada se encuentra una versión de su mundo en el de que hay pájaros y lagos de chocolate, los alces son de sofá y muchas cosas más. | 10 de noviembre de 2017  |                          | 15 de julio de 2019 (Netflix) |
| 77  | Grizzy, el mago                                                             | Grizzy, the Wizard            |                           | Los lemmings se encuentran una varita magica que vive las cosas pero grizzy la quiere para paz y muchas otras cosas. | 10 de noviembre de 2017  |                          | 15 de julio de 2019 (Netflix) |
| 78  | Oso lunar                                                                   | Moonwalk Bear                 |                           | Los lemmings juegan con fuegos artificiales y por accidente se van todos al espacio, donde flotan. Grizzy y los lemmings tendrán que trabajar juntos para volver a la Tierra. | 17 de noviembre de 2017  |                          | 15 de julio de 2019 (Netflix) |

### Temporada 2 (2018-2020)
| N.º | Título en español                                                            | Título en inglés                 | Resumen | Emisión en Francia       | Emisión en España               |
| --- | ---------------------------------------------------------------------------- | -------------------------------- | --- | ------------------------ | ------------------------------- |
| 79  | Campamento en la naturaleza (Hisp.) Acampando en la naturaleza (Esp.)        | Camping in the Wild              | Una perdiz se para en el suelo de una base militar y activa unos misiles. La perdiz sale corrriendo como loca y llega hasta la casa de Grizzy. Hace impactar el misil y ¡bum!, destruye la casa de Grizzy. Pero por suerte, un caja tenía cosas de campin. Grizzy y los lemmings durmieron ahí, pero Grizzy se despertó y espantó a los lemmings. | 2 de septiembre de 2018  | 10 de agosto de 2019 (Boing)    |
| 80  | El oso y el dron (Hisp.) El oso se deja llevar (Esp.)                        | Carried Away Bear                | | 2 de septiembre de 2018  | 10 de agosto de 2019 (Boing)    |
| 81  | Polar y osos (Hisp.) Hielo y osos (Esp.)                                     | Ice & Bears                      | Un oso polar que vino del artico llega a Nutty Hill, los lemmings lo utilizan como transporte, cuando el oso polar tiene calor no puede avanzar y necesita hielo los lemmings congelan la casa pero a Grizzy no puede continuar su siesta | 2 de septiembre de 2018  | 11 de agosto de 2019 (Boing)    |
| 82  | Fuente de la juventud del oso (Hisp.) La fuente de la osezna juventud (Esp.) | Fountain of Bear Youth           | | 2 de septiembre de 2018  | 11 de agosto de 2019 (Boing)    |
| 83  | Lemming-lego (Hisp.) El kit de los lemmings (Esp.)                           | Lemming Kit                      | | 2 de septiembre de 2018  | 18 de agosto de 2019 (Boing)    |
| 84  | Oso eterno (Hisp.) El oso atemporal (Esp.)                                   | Timeless Bear                    | | 2 de septiembre de 2018  | 18 de agosto de 2019 (Boing)    |
| 85  | Oso ingrávido (Hisp.) El oso ingrávido (Esp.)                                | Weightless Bear                  | | 9 de septiembre de 2018  | 18 de agosto de 2019 (Boing)    |
| 86  | Delicioso (Hisp.) Mosca deliciosa (Esp.)                                     | Yummy Fly                        | | 9 de septiembre de 2018  | 24 de agosto de 2019 (Boing)    |
| 87  | La llamada del oso                                                           | Call of the Bear                 | | 9 de septiembre de 2018  | 24 de agosto de 2019 (Boing)    |
| 88  | Oso irresistible                                                             | Irresistible Bearb               | | 9 de septiembre de 2018  | 17 de agosto de 2019 (Boing)    |
| 89  | Trucos del sombrero (Hisp.) Trucos con el sombrero (Esp.)                    | Hat Tricks                       | | 9 de septiembre de 2018  | 25 de agosto de 2019 (Boing)    |
| 90  | No veas, no hagas                                                            | No See, No Do                    | | 9 de septiembre de 2018  | 25 de agosto de 2019 (Boing)    |
| 91  | Oso bueno, oso malo                                                          | Good Bear, Bad Bear              | | 16 de septiembre de 2018 | 24 de agosto de 2019 (Boing)    |
| 92  | Turboso (Hisp.) Conducción temeraria (Esp.)                                  | High-Risk Driving                | | 16 de septiembre de 2018 | 11 de agosto de 2019 (Boing)    |
| 93  | Predicciones del oso (Hisp.) Predicciones oseznas (Esp.)                     | Bear Predictions                 | | 16 de septiembre de 2018 | 17 de agosto de 2019 (Boing)    |
| 94  | Lemmings en la Playa (Hisp.) Playa lemming (Esp.)                            | Lemming Beach                    | | 16 de septiembre de 2018 | 25 de agosto de 2019 (Boing)    |
| 95  | De piel y espadas (Hisp.) De pelo y espadas (Esp.)                           | Of Fur and Swords                | | 16 de septiembre de 2018 | 17 de agosto de 2019 (Boing)    |
| 96  | Lemmings en patineta (Hisp.) La tabla de los lemmings (Esp.)                 | Lemmings Board                   | | 16 de septiembre de 2018 | 10 de agosto de 2019 (Boing)    |
| 97  | Fotos de animales (Hisp.) Fotos animales (Esp.)                              | Animal Pics                      | | 23 de septiembre de 2018 | 31 de agosto de 2019 (Boing)    |
| 98  | Oso dietético (Hisp.) La dieta del oso (Esp.)                                | Bear Diet                        | | 23 de septiembre de 2018 | 31 de agosto de 2019 (Boing)    |
| 99  | El globo (Hisp.) El oso y los globos (Esp.)                                  | Balloon Bear                     | | 23 de septiembre de 2018 | 31 de agosto de 2019 (Boing)    |
| 100 | La almohada del oso                                                          | Bear Pillow                      | | 23 de septiembre de 2018 | 1 de septiembre de 2019 (Boing) |
| 101 | Ganchos y bucles osunos (Hisp.) Pega y despega ese oso (Esp.)                | Hooks and Loops Bear             | | 23 de septiembre de 2018 | 1 de septiembre de 2019 (Boing) |
| 102 | Entrenamiento rápido (Hisp.) Ejercicio rápido (Esp.)                         | Fast Workout                     | | 23 de septiembre de 2018 | 1 de septiembre de 2019 (Boing) |
| 103 | Batgrizzy                                                                    | Batgrizzy                        | | 30 de septiembre de 2018 | 17 de julio de 2020 (HBO)       |
| 104 | Aplicaciones divertidas (Hisp.) Apps móviles (Esp.)                          | Moveable Apps                    | | 30 de septiembre de 2018 | 17 de julio de 2020 (HBO)       |
| 105 | Modelado salvaje (Hisp.) Impresiones salvajes (Esp.)                         | Wild Modeling                    | | 30 de septiembre de 2018 | 17 de julio de 2020 (HBO)       |
| 106 | Zapping salvaje (Hisp.) Zapeando a tope (Esp.)                               | Wild Zapping                     | | 30 de septiembre de 2018 | 17 de julio de 2020 (HBO)       |
| 107 | El oso de al lado                                                            | The Bear Next Door               | | 30 de septiembre de 2018 | 17 de julio de 2020 (HBO)       |
| 108 | Advertencia: lemmings ilimitados                                             | Warning: Unlimited Lemmings      | | 30 de septiembre de 2018 | 17 de julio de 2020 (HBO)       |
| 109 | Oso fuerte (Hisp.) El oso que rebota (Esp.)                                  | Bouncing Bear                    | | 14 de octubre de 2018    | 17 de julio de 2020 (HBO)       |
| 110 | El mapache enmascarado                                                       | Masked Raccoon                   | | 14 de octubre de 2018    | 17 de julio de 2020 (HBO)       |
| 111 | Girando a los lemmings (Hisp.) Los lemmings giradores (Esp.)                 | Spinning Lemmings                | | 14 de octubre de 2018    | 17 de julio de 2020 (HBO)       |
| 112 | Juego de locura (Hisp.) El juego se va de las manos (Esp.)                   | Game Madness                     | | 14 de octubre de 2018    | 17 de julio de 2020 (HBO)       |
| 113 | Avatar del hogar (Hisp.) El avatar (Esp.)                                    | Household Avatar                 | | 14 de octubre de 2018    | 17 de julio de 2020 (HBO)       |
| 114 | El genio bestial                                                             | Beastly Genie                    | | 14 de octubre de 2018    | 17 de julio de 2020 (HBO)       |
| 115 | Paz, no guerra (Hisp.) Haz la paz y no la guerra (Esp.)                      | Make Pace Not War                | | 21 de octubre de 2018    | 17 de julio de 2020 (HBO)       |
| 116 | Realidad disfrazada (Hisp.) Verdad oculta (Esp.)                             | Disgiused Reality                | | 21 de octubre de 2018    | 17 de julio de 2020 (HBO)       |
| 117 | Pliegues y pliegues (Hisp.) Pliega que te pliega (Esp.)                      | Fold and Folds Again             | | 21 de octubre de 2018    | 17 de julio de 2020 (HBO)       |
| 118 | Oso TV (Hisp.) Bromas para osos (Esp.)                                       | Cartoon Bear                     | | 30 de diciembre de 2018  | 17 de julio de 2020 (HBO)       |
| 119 | El oso XXL                                                                   | XXL Bear                         | | 3 de enero de 2019       | 17 de julio de 2020 (HBO)       |
| 120 | Nunca juzgues a un oso por su apariencia                                     | Never Judge a Bear by it's Cover | | 31 de diciembre de 2018  | 17 de julio de 2020 (HBO)       |
| 121 | Las gafas                                                                    | Bear Glasses                     | | 31 de diciembre de 2018  | 17 de julio de 2020 (HBO)       |
| 122 | El oso de la protección cercana (Hisp.) Bajo estrecha protección (Esp.)      | Bear under Close Protection      | | 1 de enero de 2019       | 17 de julio de 2020 (HBO)       |
| 123 | ¡No visitibilad! (Hisp.) Cero visibilidad (Esp.)                             | Zero Visitibily                  | | 1 de enero de 2019       | 17 de julio de 2020 (HBO)       |
| 124 | Terapia Intensiva (Hisp.) Cuidados intensivos (Esp.)                         | Intensive Care                   | | 2 de enero de 2019       | 17 de julio de 2020 (HBO)       |
| 125 | Chiclemming (Hisp.) Caramelos lemming (Esp.)                                 | Lemming Gum                      | | 2 de enero de 2019       | 17 de julio de 2020 (HBO)       |
| 126 | El jugo de los lemmings (Hisp.) Zumo lemming (Esp.)                          | Lemming Juice                    | | 3 de enero de 2019       | 17 de julio de 2020 (HBO)       |
| 127 | Oso Zen                                                                      | Zen Bear                         | | 4 de enero de 2019       | 17 de julio de 2020 (HBO)       |
| 128 | Ctrl+Alt+Oso                                                                 | Ctrl+Alt+Bear                    | | 4 de enero de 2019       | 17 de julio de 2020 (HBO)       |
| 129 | Lemmings y bolos (Hisp.) Bolera lemming (Esp.)                               | Lemming Bowling                  | | 5 de enero de 2019       | 17 de julio de 2020 (HBO)       |
| 130 | Cazador de hongos (Esp.) Caza de setas (Esp.)                                | Mushroom Hunt                    | | 5 de enero de 2019       | 17 de julio de 2020 (HBO)       |
| 131 | Oso volador                                                                  | Flying Bear                      | | 7 de mayo de 2019        | 17 de julio de 2020 (HBO)       |
| 132 | Oso de carpa de circo                                                        | Big Top Bear                     | | 7 de mayo de 2019        | 17 de julio de 2020 (HBO)       |
| 133 | Electro guardoboques lemming (Hisp.) El lemming electro ranger (Esp.)        | Electro Ranger Lemming           | | 8 de mayo de 2019        | 17 de julio de 2020 (HBO)       |
| 134 | Oso repelente                                                                | Bear Repellent                   | | 8 de mayo de 2019        | 17 de julio de 2020 (HBO)       |
| 135 | Oso de carrera (Hisp.) El oso detrás de la rueda (Esp.)                      | Bear Behind the Wheel            | | 9 de mayo de 2019        | 17 de julio de 2020 (HBO)       |
| 136 | Cabina rodante                                                               | Rolling Cabin                    | | 9 de mayo de 2019        | 17 de julio de 2020 (HBO)       |
| 137 | Planta de los lemmings (Hisp.) Central lemming (Esp.)                        | Lemmings Plant                   | | 10 de mayo de 2019       | 17 de julio de 2020 (HBO)       |
| 138 | Oso objetivo                                                                 | Target Bear                      | | 13 de mayo de 2019       | 17 de julio de 2020 (HBO)       |
| 139 | Auroras boreales                                                             | Northern Lights                  | | 13 de mayo de 2019       | 17 de julio de 2020 (HBO)       |
| 140 | Oso tick tock                                                                | Tick Tock Bear                   | | 14 de mayo de 2019       | 17 de julio de 2020 (HBO)       |
| 141 | Sueños al mando (Hisp.) Sueños bajo control (Esp.)                           | Dreams on Command                | | 14 de mayo de 2019       | 17 de julio de 2020 (HBO)       |
| 142 | Lemmings elementales                                                         | Elementary Lemmings              | | 15 de mayo de 2019       | 17 de julio de 2020 (HBO)       |
| 143 | Niñera (Hisp.) Oso canguro (Esp.)                                            | Bear Sitter                      | | 15 de mayo de 2019       | 17 de julio de 2020 (HBO)       |
| 144 | Alce arcoíris                                                                | Rainbow Moose                    | | 16 de mayo de 2019       | 17 de julio de 2020 (HBO)       |
| 145 | Radar del oso (Hisp.) Oso radar                                              | Radar Bear                       | | 16 de mayo de 2019       | 17 de julio de 2020 (HBO)       |
| 146 | Los Lemmings zorbos (Hisp.) Lemmings esferistas (Esp.)                       | Zorbing Lemmings                 | | 17 de mayo de 2019       | 17 de julio de 2020 (HBO)       |
| 147 | Trucos de aire (Hisp.) Tráfico aéreo (Esp.)                                  | Air Trafficking                  | | 17 de mayo de 2019       | 17 de julio de 2020 (HBO)       |
| 148 | Slam Dunk Lemmings                                                           | Slam Dunk Lemmings               | | 20 de mayo de 2019       | 17 de julio de 2020 (HBO)       |
| 149 | Toscoso (Hisp.) Oso tosco (Esp.)                                             | Uncouth Bear                     | | 20 de mayo de 2019       | 17 de julio de 2020 (HBO)       |
| 150 | Pasando por las paredes (Hisp.) Atravesando paredes (Esp.)                   | Passing Trough Walls             | | 21 de mayo de 2019       | 17 de julio de 2020 (HBO)       |
| 151 | Un cuento de hadas de los lemmings                                           | A Lemmings Fairy Tail            | | 21 de mayo de 2019       | 17 de julio de 2020 (HBO)       |
| 152 | Espíritu de águila                                                           | Eagle Spirit                     | | 22 de mayo de 2019       | 17 de julio de 2020 (HBO)       |
| 153 | Rock'N'Lemming                                                               | Rock'N'Lemming                   | | 22 de mayo de 2019       | 17 de julio de 2020 (HBO)       |
| 154 | Pesados lemmings (Hisp.) Lemmings enormes (Esp.)                             | Hulking Lemmings                 | | 23 de mayo de 2019       | 17 de julio de 2020 (HBO)       |
| 155 | Un oso ancestral (Hisp.) El oso ancestral (Esp.)                             | Acestral Bear                    | | 23 de mayo de 2019       | 17 de julio de 2020 (HBO)       |
| 156 | Hocus Pocus Lemmingus                                                        | Hocus Pocus Lemmingus            | | 24 de mayo de 2019       | 17 de julio de 2020 (HBO)       |